# Szentmártonkáta
Szentmártonkáta là một thị trấn thuộc hạt Pest, Hungary. Thị trấn này có diện tích 52,2 km², dân số năm 2010 là 4962 người, mật độ 95 người/km².